# Place Plumereau

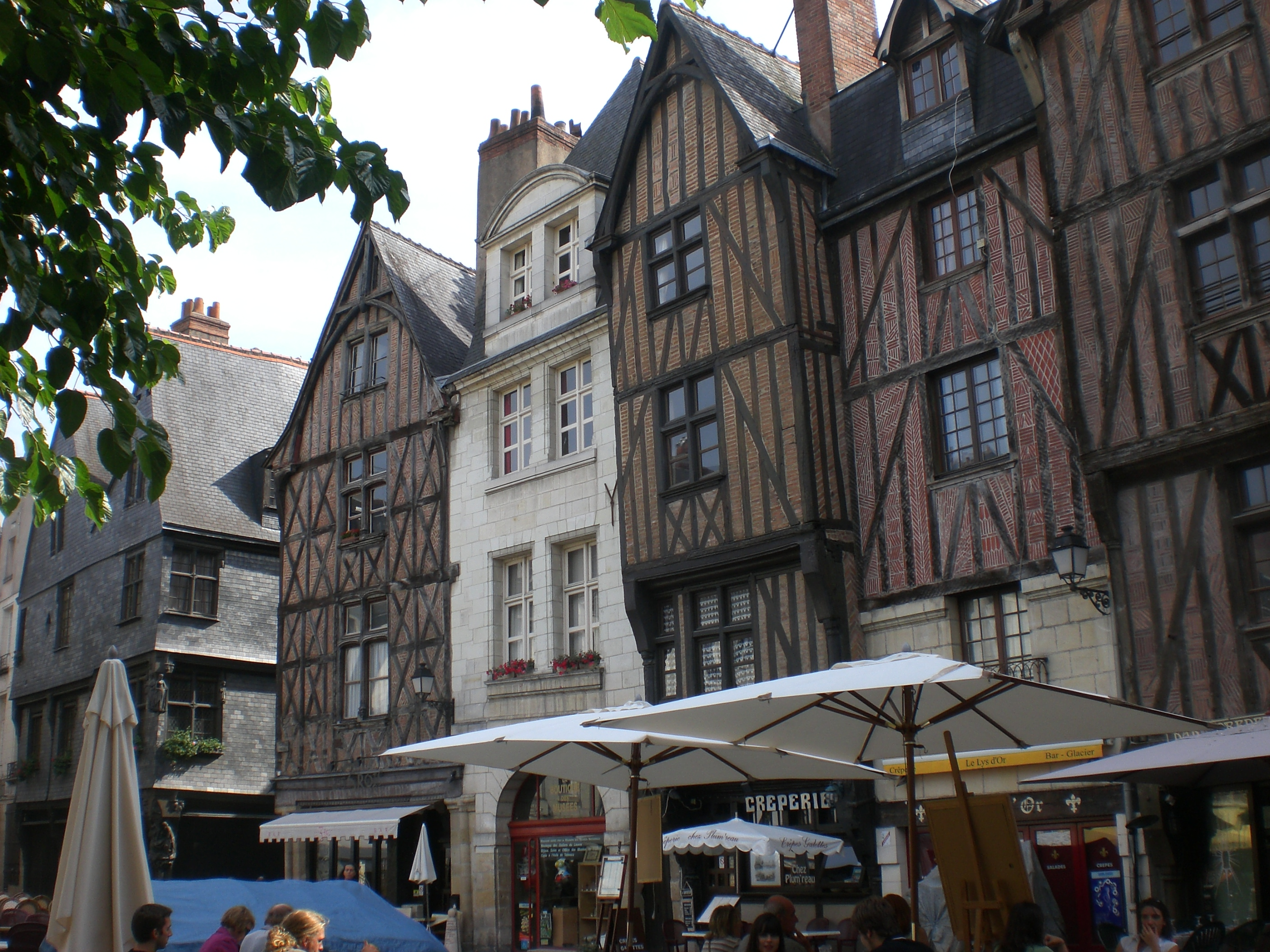

Place Plumereau è la piazza centrale dell'antico centro storico della città di Tours, in Francia. È un importante complesso di architettura civile medievale secondo la maniera, diffusa nell'Europa centro-settentrionale, della Costruzione a graticcio.
Tutte le case che vi prospettano sono delle costruzioni a graticcio che risalgono intorno al XV secolo; tuttavia la piazza è stata "creata", al centro dell'antico borgo storico della città (detto Vieux-Tours in francese), con l'abbattimento di diverse antiche abitazioni durante la restaurazione dai danni inferti alla città dalla Seconda guerra mondiale. I primi lavori terminarono nel 1973 sotto la direzione del sindaco dell'epoca Jean Royer, con l'aiuto dell'architetto Pierre Boille.
Dal 1983, il Piano di conservazione del patrimonio culturale della vecchia Tours (PSMV), include la Place Plumereau, atto a tutelare, proteggere e valorizzare il sito culturale.